# Hoplia parvula
Hoplia parvula är en skalbaggsart som beskrevs av Krynicky 1832. Enligt Catalogue of Life ingår Hoplia parvula i släktet Hoplia och familjen Melolonthidae, men enligt Dyntaxa är tillhörigheten istället släktet Hoplia och familjen bladhorningar. Arten har ej påträffats i Sverige. Inga underarter finns listade i Catalogue of Life.